# 6-Methyl-1,3,5-triazin-2,4-diyldiamin
6-Methyl-1,3,5-triazin-2,4-diyldiamin (Acetoguanamin) ist eine chemische Verbindung aus der Gruppe der Triazine.

## Gewinnung und Darstellung
6-Methyl-1,3,5-triazin-2,4-diyldiamin kann durch Erhitzen von Cyanoguanidin mit Acetonitril in Gegenwart basischer Katalysatoren (zum Beispiel Natriumhydroxid oder Piperidin) gewonnen werden.

## Eigenschaften
6-Methyl-1,3,5-triazin-2,4-diyldiamin ist ein brennbarer, schwer entzündbarer, wenig flüchtiger, weißer Feststoff, der wenig löslich in Wasser ist.

## Verwendung
6-Methyl-1,3,5-triazin-2,4-diyldiamin wird zur Herstellung von Acetoguanamin-Formaldehyd-Harzen verwendet, die zur Modifizierung von Melaminharzen, zur Beschichtung von Holz und für Preßmassen eingesetzt werden.